# Netz (Topologie)
Ein Netz oder eine Moore-Smith-Folge stellt in der Topologie (einem Teilgebiet der Mathematik) eine Verallgemeinerung einer Folge dar. Der Begriff geht auf Eliakim H. Moore und Herman L. Smith zurück, die ihn 1922 einführten. Mit sogenannten Cauchynetzen lässt sich der Begriff der Vollständigkeit metrischer Räume auf uniforme Räume verallgemeinern. Darüber hinaus kann man sie in der Integralrechnung zur Beschreibung der Riemann-Integrierbarkeit verwenden.

## Motivation
Es soll vorab kurz erläutert werden, warum eine Verallgemeinerung von Folgen nötig ist. In einem metrischen Raum {\displaystyle (X,d)} lässt sich die Topologie vollständig mittels Folgenkonvergenz charakterisieren: Eine Teilmenge {\displaystyle A\subseteq X} ist genau dann abgeschlossen, wenn für jede Folge {\displaystyle (x_{n})} in {\displaystyle A} mit {\displaystyle \lim \textstyle _{n\rightarrow \infty }{x_{n}}=x} gilt: {\displaystyle x\in A}. Auch Eigenschaften wie Stetigkeit von Funktionen und Kompaktheit lassen sich über Folgen definieren (z. B. sind in metrischen Räumen Überdeckungskompaktheit und Folgenkompaktheit äquivalent).
In topologischen Räumen ist eine Teilmenge {\displaystyle A} hingegen nicht mehr notwendigerweise abgeschlossen, wenn jede Folge einen Grenzwert in {\displaystyle A} besitzt (z. B.  ist {\displaystyle A=[0,\omega _{1}[} nicht abgeschlossen in {\displaystyle X=[0,\omega _{1}]} mit der Ordnungstopologie, obwohl für jede konvergente Folge in {\displaystyle A} auch der Grenzwert in {\displaystyle A} liegt.).
Hier stellen Netze eine sinnvollere Verallgemeinerung dar: Eine Teilmenge {\displaystyle A\subseteq X} eines topologischen Raumes {\displaystyle (X,{\mathfrak {T}}_{X})} ist genau dann abgeschlossen, wenn jedes Netz in {\displaystyle A}, das in {\displaystyle X} konvergiert, einen Grenzwert in {\displaystyle A} besitzt. Auch Stetigkeit kann wie in metrischen Räumen definiert werden, wenn man „Folge“ durch „Netz“ ersetzt (siehe weiter unten; man beachte, dass es für Stetigkeit in topologischen Räumen keine äquivalente Definition mittels Folgen gibt). 
Auch ist eine Menge kompakt genau dann, wenn jedes Netz ein konvergentes Teilnetz besitzt.

## Definitionen
Für eine gerichtete Menge {\displaystyle (I,\triangleleft _{I})} und eine Menge {\displaystyle X} ist ein Netz eine Abbildung {\displaystyle x\colon I\to X}. Meist schreibt man analog zu Folgen {\displaystyle (x_{i})_{i\in I}}. Da die natürlichen Zahlen mit der gewöhnlichen Anordnung eine gerichtete Menge bilden, sind Folgen spezielle Netze.

### Teilnetz
{\displaystyle (I,\triangleleft _{I})} und {\displaystyle (J,\triangleleft _{J})} seien gerichtete Mengen, {\displaystyle (x_{i})_{i\in I}} ein Netz in {\displaystyle X} und {\displaystyle \varphi \colon J\to I} eine Abbildung, die der folgenden Bedingung genügt:
{\displaystyle \forall i_{0}\in I\ \exists j_{0}\in J\ \forall j\triangleright _{J}j_{0}\colon \ \varphi (j)\triangleright _{I}i_{0}}
(Eine solche Abbildung {\displaystyle \varphi } heißt konfinal). Dann nennt man das Netz {\displaystyle (x_{\varphi (j)})_{j\in J}} ein Teilnetz des Netzes {\displaystyle (x_{i})_{i\in I}}.

### Konvergentes Netz
Ist {\displaystyle X} ein topologischer Raum, so definiert man wie bei Folgen: Ein Netz {\displaystyle x:=(x_{i})_{i\in I}} heißt konvergent gegen {\displaystyle z\in X}, wenn gilt:
{\displaystyle \forall U\in {\mathcal {U}}(z)\ \exists i_{0}\in I\ \forall i\in I:i_{0}\triangleleft i\Rightarrow x_{i}\in U},
wobei {\displaystyle {\mathcal {U}}(z)} den Umgebungsfilter von {\displaystyle z} bezeichne. Man schreibt dann {\displaystyle (x_{i})_{i\in I}\to z} oder {\displaystyle x_{i}\to z} oder {\displaystyle \textstyle z=\lim _{i\in I}x_{i}.} Die formale Definition lässt sich so umschreiben: Für jede  Umgebung von {\displaystyle z} gibt es einen Anfangsindex {\displaystyle i_{0}} in der gerichteten Menge {\displaystyle I}, so dass Glieder des Netzes mit Index {\displaystyle i} nach {\displaystyle i_{0}\;(i\triangleright i_{0})} in der vorgelegten Umgebung enthalten sind.
Der Konvergenzbegriff lässt sich auf die Konvergenz eines Filters zurückführen: Hierzu definiert man den Abschnittsfilter als den von der Filterbasis
{\displaystyle \left\{\left\{x_{j}\mid j\triangleright i\right\}\mid i\in I\right\}}
erzeugten Filter. Das Netz konvergiert genau dann gegen einen Punkt {\displaystyle z\in X}, wenn der zugehörige Abschnittsfilter gegen {\displaystyle z} konvergiert, d. h. den Umgebungsfilter von {\displaystyle z} enthält.

### Häufungspunkt
Ein Punkt {\displaystyle z\in X} heißt genau dann Häufungspunkt eines Netzes {\displaystyle x,} wenn gilt:
{\displaystyle \forall U\in {\mathcal {U}}(z)\ \forall i\in I\ \exists j\triangleright i:\ x_{j}\in U},
d. h. jede Umgebung von {\displaystyle z} wird an beliebig großen Positionen im Filter erreicht. Wiederum ist eine Charakterisierung über den Abschnittsfilter möglich: {\displaystyle z} ist genau dann Häufungspunkt eines Netzes, wenn es Berührpunkt des Abschnittsfilters ist, d. h. wenn der Schnitt jeder Umgebung mit jedem Element des Filters nicht leer ist.
Eine weitere Charakterisierung ist über Teilnetze möglich: {\displaystyle z} ist genau dann Häufungspunkt eines Netzes, wenn ein Teilnetz existiert, das gegen {\displaystyle z} konvergiert.

### Cauchynetz
Ist {\displaystyle (X,\Phi )} ein uniformer Raum, so definiert man: Ein Netz {\displaystyle x:=(x_{i})_{i\in I}} auf {\displaystyle X} heißt Cauchynetz, wenn zu jeder Nachbarschaft {\displaystyle N\in \Phi } ein Index {\displaystyle i_{0}\in I} existiert, so dass alle Paare von Gliedern des Netzes mit späteren Indizes {\displaystyle j,k\triangleright i_{0}}  von der Ordnung {\displaystyle N} benachbart sind, d. h., dass {\displaystyle (x_{j},x_{k})\in N} gilt. In Formeln:
{\displaystyle \forall N\in \Phi \;\exists i_{0}\in I\;\forall j,k\triangleright i_{0}\colon \;(x_{j},x_{k})\in N.}
Zwei Cauchynetze {\displaystyle x:=(x_{i})_{i\in I}} und {\displaystyle y:=(y_{i})_{i\in I}} werden als äquivalent angesehen, in Zeichen {\displaystyle x\sim y}, wenn
{\displaystyle \forall N\in \Phi \;\exists i_{0}\in I\;\forall j,k\triangleright i_{0}\colon \;(x_{j},y_{k})\in N.}
Die Vervollständigung von {\displaystyle (X,\Phi )} ist
{\displaystyle C/\!\sim }
mit {\displaystyle C} als der Menge aller Cauchy-Netze. In einem vollständigen Raum konvergieren alle Cauchynetze und äquivalente Cauchynetze haben denselben Grenzwert.

## Vollständigkeit
Ein uniformer Raum {\displaystyle X} ist genau dann vollständig, wenn jedes Cauchynetz auf {\displaystyle X} konvergent ist.
Beispiel eines vollständigen uniformen Raumes sind die proendlichen Zahlen {\displaystyle {\widehat {\mathbb {Z} }},} eine Vervollständigung des uniformen Raumes der ganzen Zahlen {\displaystyle \mathbb {Z} .}

## Anwendungen
Definition der abgeschlossenen Hülle
Ist {\displaystyle A} eine Teilmenge des topologischen Raumes {\displaystyle X}, dann ist {\displaystyle y\in X} genau dann ein Berührpunkt von {\displaystyle A} (d. h. in der abgeschlossenen Hülle von {\displaystyle A} enthalten), wenn es ein Netz {\displaystyle (x_{i})_{i\in I}} mit Gliedern {\displaystyle x_{i}\in A} gibt, das gegen {\displaystyle y} konvergiert.
Lokale Definition der Stetigkeit
- Seien {\displaystyle X} und {\displaystyle Y} topologische Räume. Eine Abbildung {\displaystyle f\colon X\to Y} ist stetig im Punkt {\displaystyle x\in X} genau dann, wenn für jedes Netz {\displaystyle (x_{i})_{i\in I}} in {\displaystyle X} gilt: Aus {\displaystyle x_{i}\to x} folgt {\displaystyle f(x_{i})\to f(x)}.

Riemann-Integral
Die Menge {\displaystyle {\mathcal {Z}}} der Zerlegungen {\displaystyle Z:=(x_{0},x_{1},x_{2},\dotsc ,x_{n})} des reellen Intervalls {\displaystyle [a,b]}, {\displaystyle a=x_{0}<x_{1}<\dotsb <x_{n}=b}, wird durch die Inklusion zu einer gerichteten Menge: {\displaystyle Z_{1}\triangleleft Z_{2}} : {\displaystyle Z_{2}}  enthält alle Punkte von {\displaystyle Z_{1}}. Für eine reellwertige beschränkte Funktion auf {\displaystyle [a,b]} werden durch die Obersumme
{\displaystyle \mathbf {O} (f)\colon {\mathcal {Z}}\to \mathbb {R} ;(x_{0},x_{1},x_{2},\dotsc ,x_{n})\mapsto \sum _{j=1}^{n}(x_{j}-x_{j-1})\cdot \sup _{x\in [x_{j-1},x_{j}]}f(x)}
und die Untersumme
{\displaystyle \mathbf {U} (f)\colon {\mathcal {Z}}\to \mathbb {R} ;(x_{0},x_{1},x_{2},\dotsc ,x_{n})\mapsto \sum _{j=1}^{n}(x_{j}-x_{j-1})\cdot \inf _{x\in [x_{j-1},x_{j}]}f(x)}
zwei Netze definiert. Die Funktion {\displaystyle f} ist genau dann Riemann-integrierbar auf {\displaystyle [a,b]}, wenn beide Netze gegen die gleiche reelle Zahl {\displaystyle c} konvergieren. In dem Fall ist {\displaystyle c=\int _{a}^{b}f(x)\,\mathrm {d} x}.
Statt der Ober- und Untersummen lassen sich auch Riemann-Summen verwenden, um die Riemann-Integrierbarkeit zu charakterisieren. Hierfür wird eine kompliziertere gerichtete Menge
{\displaystyle {\mathcal {I}}:=\left\{\left((x_{0},x_{1},\dotsc ,x_{n}),(t_{1},\dotsc ,t_{n})\right):t_{j}\in [x_{j-1},x_{j}]\right\}} benötigt. Ein Element dieser Menge besteht also immer aus einer Zerlegung wie oben und einem zu der Zerlegung gehörenden Zwischenvektor {\displaystyle (t_{1},\dotsc ,t_{n})} von Zwischenstellen. Die Ordnung auf {\displaystyle {\mathcal {I}}} wird nun so definiert, dass ein Element {\displaystyle (Z,t)} echt kleiner als {\displaystyle (Z',t')} ist, wenn {\displaystyle Z} eine echte Teilmenge von {\displaystyle Z'} ist.
Eine Funktion {\displaystyle f} ist genau dann Riemann-integrierbar, wenn das Netz
{\displaystyle {\mathcal {I}}\to \mathbb {R} \colon \left((x_{0},\dotsc ,x_{n}),(t_{1},\dotsc ,t_{n})\right)\mapsto \sum _{j=1}^{n}(x_{j}-x_{j-1})f(t_{j})}
konvergiert. Der Grenzwert ist dann das Riemann-Integral.
Dieser Zugang ist zwar komplizierter als der mit Ober- und Untersummen, dafür funktioniert er auch bei vektorwertigen Funktionen.